# Бардар
Бардар (рум. Bardar) — село в Яловенском районе Республики Молдова. Относится к сёлам, не образующим коммуну.

## История
Село Бардар документально упоминается в 1443 году под названием Ботнень, позднее село называлось Диашень. Датой основания принято считать 6 марта 1443 года.
В 1796 году жители Бардара начали строительство деревянного храма в честь Святого Николая. В нём хранились старинные религиозные книги, иконы, деревянная посуда. В 1879 году была возведена новая каменная церковь.
Приходская церковная школа была открыта в 1861 году. 25 мая 1874 года была создана народная школа с одним классом, а через 2 года в селе появилась школа в новом здании. В этой школе учился будущий викарий-епископ Дионисий Ерхан, будущий настоятель монастыря Суручень.
Во время Второй мировой войны в Красную Армию было мобилизовано более 200 человек из Бардара, 86 из которых погибли на фронте. Несколько семей и жителей села были арестованы в 1940 году и депортированы, как враги народа.
Недалеко от местности был обнаружен очаг деревни 4-го тысячелетия до н. э. На месте бывшего поселения была найдена медная и керамическая иглы, характерные для медного века в юго-восточной Европе.
Недалеко от Бардара были обнаружены две стоянки конца 2-го тысячелетия до н. э. Здесь также были найдены фрагменты глиняных горшков, характерных для эпохи поздней бронзы. Рядом с деревней было обнаружено множество фрагментов и предметов IV—III веков до н. э. и VIII—XIV веков н. э.

## География
Село Бардар находится в 15 км от Кишинёва и в 10 км от Хынчешть. Село расположено на высоте 123 метров над уровнем моря.
Роскошный ландшафт региона, среди живописных холмов, украшенных виноградниками, фруктовыми садами и лесами, придает этой местности потрясающую красоту.
Семья Лукицэ, помимо цветочных полей, засадила небольшой пруд кувшинками, куда теперь приезжают со всей Молдовы полюбоваться цветами и провести фотосессию. Всего в пруду растет более 60 сортов кувшинок, многие из которых попали в Красную Книгу. Каждую весну в «маленькую Голландию» приезжают более тысячи человек.

## Население
По данным переписи населения 2004 года, в селе Бардар проживало 5010 человек (2495 мужчин, 2515 женщин).
По данным на 2014 год — 4809 человек.
Этнический состав села по состоянию на 2004 год:
| Национальность | Число жителей | Процентный состав |
| -------------- | ------------- | ----------------- |
| молдаване      | 4730          | 94.41             |
| румыны         | 183           | 3.65              |
| русские        | 49            | 0.98              |
| украинцы       | 29            | 0.58              |
| цыгане         | 12            | 0.24              |
| гагаузы        | 2             | 0.04              |
| болгары        | 1             | 0.02              |
| прочие         | 4             | 0.08              |
| Всего          | 5010          | 100 %             |

## Известные уроженцы
- Йову, Василе (род. 1950) — народный артист Республики Молдова, наист.
- Калмык, Октавиан Захарьевич (род. 1974) — молдавский государственный и политический деятель. Министр экономики Республики Молдова с 20 января 2016 по 21 декабря 2017 года.
- Бабук, Моника Николаевна (род. 1964) — молдавский политический и государственный деятель, историк. Министр культуры Республики Молдова в четырёх последовательных кабинетах (Лянкэ, Габурич, Стрелец и Филип) с 2013 по 2019 год.
- Дионисий (Ерхан) (1868—1943) —  епископ Румынской православной церкви, епископ Белгород-Днестровский и Измаильский.
- Анжела Гонца (род. 1978) — репортёр, журналистка.
- Аурел Давид (1935—1984) — художник, автор известного «Древа Эминеску».